# Pęd płonny

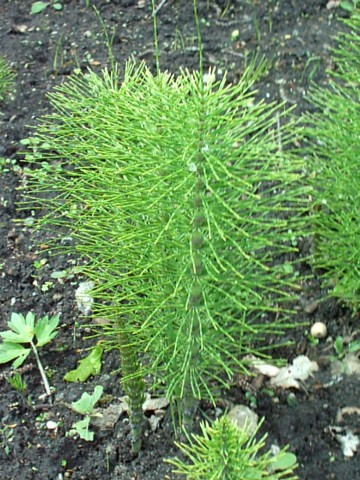
Pędy płonne skrzypu olbrzymiego

Pęd płonny – u roślin jest to pęd, na którym nie występują organy rozrodcze, nie są wytwarzane zarodniki ani nasiona. Wiele gatunków roślin wytwarza wyłącznie pędy rozrodcze, u niektórych występują równocześnie zarówno pędy płonne, jak i pędy rozrodcze, u innych jeszcze gatunków pędy płonne wytwarzane są w innym czasie, niż pędy rozrodcze. Pędy płonne pełnią funkcję asymilacyjną, wytwarzając w drodze fotosyntezy substancje organiczne niezbędne do rozwoju i wzrostu rośliny. 

## Skrzypy
U skrzypów pęd płonny to pęd,  na którym nie są wytwarzane kłosy zarodnionośne. W strefie umiarkowanej wytwarzany jest on zazwyczaj później niż pęd zarodnionośny. Pęd płonny jest pokoleniem bezpłciowym – sporofitem. Jego zadaniem jest przeprowadzanie fotosyntezy i wytworzenie substancji zapasowych, które zmagazynowane w kłączu i znajdujących się na nim bulwach pędowych umożliwią rozwój pędu zarodnionośnego i wytworzenie zarodników. 
Pęd płonny skrzypów wyrasta z podziemnego kłącza i  zbudowany jest z na przemian ułożonych członów długich – międzywęźli i krótkich – węzłów. Z węzłów na pędach nadziemnych wyrastają okółkowo ułożone liczne pędy boczne (również członowane) i małe, łuskowate liście. Liście skrzypów są bardzo małe i nie biorą udziału w fotosyntezie, często są czarniawe. Wyrastają one w okółkach na pędzie, zrastając się dookoła węzłów, tworzą pochwy podtrzymujące nasady międzywęźli. Pędy skrzypów są silnie wysycone krzemionką. Bardzo łatwo odrywają się w węzłach.

## Rośliny nasienne
U roślin nasiennych nazwą pędy płonne określa się pędy niewytwarzające kwiatów. Ich przeciwieństwem są pędy kwiatowe wytwarzające kwiaty. U niektórych gatunków tych roślin występują wyłącznie pędy kwiatowe, u niektórych obok pędów kwiatowych występują również pędy płonne.